# Сафроновская (Вельский район)
Сафроновская — нежилая деревня в Вельском районе Архангельской области. Входит в состав Муниципального образования «Благовещенское». Имеет второе неофициальное название Труфаново.

## География
Деревня расположена в 66 километрах на север от города Вельска , на правом берегу реки Кокшеньга притока Устьи. Ближайшие населённые пункты: на западе деревня Зиновьевская, на севере деревня Михалёвская.
Часовой пояс
Сафроновская, как и вся Архангельская область, находится в часовой зоне МСК (московское время). Смещение применяемого времени относительно UTC составляет +3:00.

## Население
| 2002 | 2010 | 2012 | 2014 |
| ---- | ---- | ---- | ---- |
| 0    | →0   | →0   | →0   |

## История
Указана в «Списке населённых мест по сведениям 1859 года» в составе Шенкурского уезда Архангельской губернии под номером «2171» как «Сафроновская (Труфаново)». Насчитывала 3 двора, 7 жителей мужского пола и 8 женского.
В «Списке населенных мест Архангельской губернии на 1 мая 1922 года» в деревне 3 двора, 10 мужчин и 16 женщин..